# Gustav Schäfer
Gustav Wolfgang Klaus Schäfer (n. 8 septembrie 1988, Magdeburg, Germania) este bateristul trupei Tokio Hotel formată din patru tineri germani Bill Kaulitz (vocalist), Tom Kaulitz (chitarist) și Georg Listing (basist).
1. ↑  Gustav Schäfer, Discogs, accesat în 9 octombrie 2017